# Oliver Augst

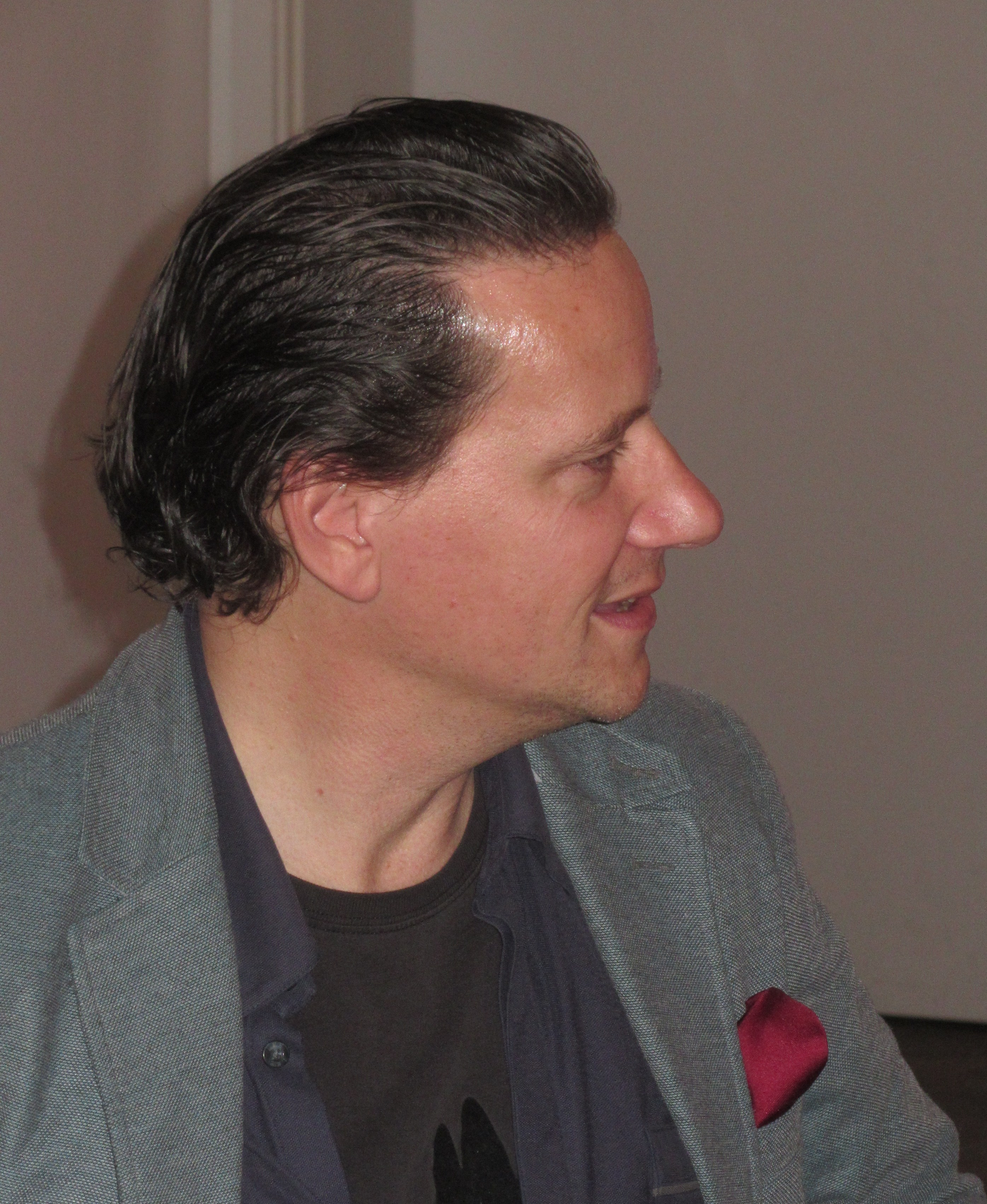
Vor der Aufführung von „Stadt der 1000 Feuer“ 2013 in Frankfurt

Oliver Augst (* 3. Juni 1962 in Andernach am Rhein) ist ein deutscher Komponist, Sänger, Produzent und Hörspielautor.

## Leben und Wirken
Augst studierte visuelle Kommunikation mit Schwerpunkt Bühne an der Hochschule für Gestaltung Offenbach und Popularmusik/Performance an der Hochschule für Musik und darstellende Kunst in Hamburg.
Seit 1991 entstanden internationale Musik-, Theater- und Hörspielproduktionen, u. a. in Zusammenarbeit mit Rüdiger Carl, Christoph Korn (Trio Blank), Marcel Daemgen (Band Arbeit und Electronic Music Theater), dem französischen Turntablisten und Gitarristen Alexandre Bellenger, Françoise Cactus und Brezel Göring (Stereo Total), dem Medienkünstler Stefan Beck, dem US-amerikanischen Zeichner und Poeten Raymond Pettibon, dem Sänger, Performance-Künstler, Komponisten, Autor und Schauspieler, Frontmann der Band Einstürzende Neubauten Blixa Bargeld und mit dem schwedischen Performancekünstler und Schlagzeuger Sven-Åke Johansson.
2008 fand ein Konzert im Duo mit der Künstlerin und Musikerin Anne Imhof in der basis in Frankfurt statt.
2019 Zusammenarbeit mit dem bildenden Künstler Michael Riedel (Klanginstallation ˈzɛlpstbəˈʃʁaɪ̯bʊŋ für das Museum der bildenden Künste Leipzig). 2021 mündete das Projekt in das gleichnamige Hörspiel im Auftrag des Hessischen Rundfunks.
Für den japanischen Konzeptkünstler On Kawara übernahm Oliver Augst (mit Christoph Korn) 2002 die Regie bei der hr-Hörfunk-Produktion One Million Years (bestehend aus 32 CDs) und setzte die gleichnamige Arbeit als Live-Installation auf der documenta 11 im Kasseler Fridericianum um. 2019/2020 Präsentation als Klanginstallation im Rahmen der Ausstellung Museum im Museum für Moderne Kunst MMK, Frankfurt.
Oliver Augst ist auch als Kurator tätig, so 1999–2003 für das pol Festival neue Musik und 2005–2007 die Audio Art Series im Künstlerhaus Mousonturm Frankfurt sowie 2009–2011 die Konzertreihe What Is Music? im Raum für Kultur des Gallileo-Art-Tower der Commerzbank in Frankfurt 2012 folgte The World Through Your Ears, Konzerte und Workshops im Weltkulturen Museum Frankfurt.
Oliver Augst war Mitbegründer und musikalischer Leiter des Thinktanks Utopie Station, einer Diskussionsreihe, die von September 2010 bis Juli 2015 zweimonatig im Nationaltheater Mannheim stattfand (in Koproduktion mit der Heinrich-Böll-Stiftung und dem Ernst-Bloch-Zentrum Ludwigshafen).
Er lebt und arbeitet in Ludwigshafen am Rhein und Paris.

## Zusammenarbeiten und Gruppen
Freundschaft 1991-2004
Electronic-Noise-Band von und mit: Oliver Augst (voc, drums, electr), Stefan Beck (voc, keyb), Mr. Cobra (synth), Marcel Daemgen (keyb).
Durch Vermittlung von John Zorn fand 1993 ein Konzert in der Knitting Factory New York statt, weitere Konzerte folgten z. B. 1994 im Ihr Friseur Berlin, 1998 bei dem Festival Nature is Perverse in Fylkingen Stockholm, 1999 anlässlich der Ausstellung pop.net.content in der Kunsthalle Schirn Frankfurt oder 2004 im Tanzhaus West Frankfurt.
textXTND 1998-2023
Augst war 1998 neben Marcel Daemgen, Michaela Ehinger und Christoph Korn Gründungsmitglied von textXTND (Produktionsplattform und Label) in Frankfurt am Main. textXTND arbeitet mit wechselnden Gastkünstlern als Autoren,- Kompositions,- und Aufführungskollektiv an den Schnittpunkten von Musiktheater, Komposition, Installation, Theorie und Text. Die Produktionen von textXTND werden bis heute bei Festivals für zeitgenössische Musik und Medienkunst, in Theatern, Künstlerhäusern und Museen international präsentiert.
Augst & Daemgen
Das Duo existiert seit 1998 (zunächst unter dem Label Arbeit als Trio zusammen mit Christoph Korn) und hat seitdem sechs Studioproduktionen in Koproduktion mit dem Deutschlandfunk Köln  herausgebracht. Im Zentrum steht das Lied, das Volkslied, das Lied aus der deutschen Romantik, das Arbeiterlied, Brecht/Eisler, die Arbeit am Lied, die Bearbeitung, die Interpretation, das wieder hörbar, wieder singbar machen von vorhandenem und auch verschüttet gegangenem Text- und Musikmaterial.
Die Neubearbeitung von Der heimliche Aufmarsch (Brecht/Eisler) von Augst & Daemgen (von der CD Marx 2004) entwickelte sich auf YouTube zu einem Hit mit mehr als 200.000 Aufrufen.
- Konzerte (Auswahl): 2002 Akademie Schloss Solitude Stuttgart, 2009 Gare du Nord Basel, 2009 brut Wien, 2010 Sophiensäle Berlin, 2010 Mousonturm Frankfurt, 2010 Schaubühne Leipzig, 2010 Dampfzentrale Bern, 2010 Theaterhaus Gessnerallee Zürich, 2017 Theaterhaus Jena, 2023 Festival Forum neuer Musik, Deutschlandfunk Sendesaal Köln[21]

Electronic Music Theater 1998-2009
Das Electronic Music Theater war ein Performancekollektiv in der Kernbesetzung mit Oliver Augst, Marcel Daemgen, Michaela Ehinger, Christoph Korn, vier gleichberechtigte Performende, vier Stimmen, vier Tische, frontal zum Publikum, elektronische Klangerzeuger, Mikrophone, Papiere, Bücher, Partituren; Kabelstränge, technische Vernetzung, minimale Eingriffe in Raum und Licht, Nebel.
Es fanden Zusammenarbeiten statt mit John Birke, Rüdiger Carl, Thomas Dézsy, Camilla Milena Fehér, Reto Friedmann, Reinhard Karger, Sylvi Kretzschmar, Christine Lauterburg,  Marianne Schuppe  und Wolfgang Stryi.
Aufführungen (Auswahl): 1998 Mousonturm Frankfurt, 2003 Ars Electronica Linz, 2003 Open Ohr Festival Mainz, 2005 Festival Politik im freien Theater Berlin, 2005 WienModern Festival Wien, 2006 Schumannfest Düsseldorf, 2006 Steirischer Herbst Graz, 2008 Sophiensaele Berlin.
Augst und Beck 1992-2008
Oliver Augst und der Medienkünstler Stefan Beck gingen in experimentellen Radiosendungen von der reinen Sprachperformanz ohne die Zuhilfenahme von eingespielter Musik oder Instrumenten aus. Angefangen hat ihre Zusammenarbeit 1992 mit The Radioshow - wie der Krieg im Äther beendet werden kann am Institut für neue Medien, es folgte 1994 die Wien Radioshow live aus der Kunsthalle Wien und 1996 Sprech-Radio beim ORF-Kunstradio. Als Radio-Piraten agierten sie 1994 bei Radio100 in Amsterdam oder 1997 bei PornoFM in Frankfurt. Sie präsentierten ihre Sprech-Arbeiten u. a. 1996 beim European Media Art Festival in Osnabrück sowie 1997 in der Shedhalle Zürich (Der Euro kommt) oder 1998 an der Hochschule für Grafik und Buchkunst in Leipzig (Was wir dem Osten sagen wollen) und 1999 beim pol Festival neue Musik im Künstlerhaus Mousonturm Frankfurt.
1997 entstand die Schallplatte Sprech-Einsatz als Antwort auf ihre von der Polizei niedergeknüppelte Performance bei der Nachttanzdemo am 6. Juni 1997 in Frankfurt am Main. 2007 stellten sie ihr Projekt Shopping Systems per Livestream gleichzeitig beim ORF Kunstradio Wien und beim freien Radio X in Frankfurt vor.
Zusammenarbeit mit Rüdiger Carl
Oliver Augst ist seit Mitte der 1990er-Jahre musikalischer Kompagnon von Rüdiger Carl, Mitglied diverser gemeinsamer Bands und Co-Autor verschiedener Projekte, wie CDs, Hörspiele, Konzerte und ein gemeinsames Gesprächsbuch entstanden.
Bands: 1998-2009 Blank (Augst/Carl/Korn), 2007-2009 CAB (Augst/Bellenger/Carl), die Gruppe NACK (Augst/Carl/Päsch/Närvänen) (letzterer war Gitarrist der Leningrad Cowboys) existiert seit 2015.
Für Veröffentlichungen von Augst/Carl konnten namhafte Künstlerpersönlichkeiten für die Cover-Gestaltungen gewonnen werden, so z. B. im Jahr 2000 Günter Förg für die CD Blank, 2003 Raymond Pettibon für die CD Blank meets Pettibon - live from the Philharmonie in Cologne, 2004 Tobias Rehberger für die LP Duden sowie 2014 für das Gesprächsbuch Ab Goldap, 2004 Albert Oehlen für die CD Post Blank und 2016 Raymond Pettibon für die LP Blank meets Pettibon - The Berlin Concert.
Konzerte (Auswahl): 1999 Stadtgarten Jack Pohl Festival Köln, 2001 Philharmonie Köln, 2003 Musée d’Art moderne et contemporain de Strasbourg, 2003 Podewil Berlin, 2004 Taktlos Festival, 2004 Whitechapel Art Gallery, 2004 MAK, 2005 Kunsthalle Düsseldorf, 2006 Museu de Arte Contemporânea Foundation Porto, 2007 Casa Encendida Madrid, 2007 Kunstverein, 2009 Städelsches Kunstinstitut, 2009 Angelica Festival Bologna, 2010 Music for Albert Oehlen, Kunstraum Grässlin.
Ihr gemeinsames Hörspiel Kippenberger Hören wurde mehrfach ausgezeichnet und 2009 im MAK Museum für angewandte Kunst Wien, 2015 im Museum Folkwang, 2016 im Bank Austria Kunstforum Wien sowie 2019 in der Bundeskunsthalle Bonn .
Zusammenarbeit mit Raymond Pettibon
Das erste Zusammentreffen von Augst/Pettibon wurde 2001 von Kasper König initiiert und ermöglicht, als dieser Augsts damalige Band Blank nach Köln einlud, um Raymond Pettibon anlässlich der Verleihung des Wolfgang Hahn Preises des Museum Ludwig in der Philharmonie Köln musikalisch zu begleiten. Es entstand eine bis heute sehr fruchtbare Zusammenarbeit mit Konzerten, Musik- und Hörspielproduktionen.
Unter dem Namen Blank meets Pettibon fanden 2003 einige Konzerte statt: im Podewil und in der Paris Bar Berlin, beim pol Festival im Mousonturm Frankfurt sowie bei dem Taktlos Festival in Bern.
Zusammen mit Raymond Pettibon realisierte Augst 2007 das Musical The Whole World Is Watching basierend auf Pettibons Filmscript The Weatherman '69 (mit Schorsch Kamerun und Keiji Haino) im Rahmen des Festivals MaerzMusik der Berliner Festspiele. 2012 reüssierte Augst neben Pettibon und Udo Kier als Darsteller im Spielfilm 10 PM Lincoln Boulevard von Jürgen Heiter. Im November 2019 war Augst (neben Kim Gordon, Stella Schnabel, Frances Stark, Marcel Dzama, Hans Weigand, Mike Watt, Thomas Fehlmann) beteiligt an der Aufführung Whoever Shows: Strike Uyp Th' Band! von Raymond Pettibon im New Museum, New York, im Rahmen der Performa 19 Biennale. Das Projekt wurde von Deutschlandfunk Kultur aufgezeichnet und gesendet. Augst/Pettibons Hörspiel What we know is secret wurde im Januar 2020 in der Victoria Hall in Genf im Rahmen der ArtGenève präsentiert.
2023 erscheint TO-DAY, eine Single mit Texten von John Ruskin, Charles Manson und Raymond Pettibon.
2025 ist ihre Version von Eden Ahbez’ Nature Boy im Rahmen der Ausstellung Para-Moderne in der Bundeskunsthalle Bonn zu hören.
Zusammenarbeit mit Sven-Åke Johansson
Nach einem ersten musikalischen Zusammentreffen anlässlich eines Improvisationskonzerts zu Rüdiger Carls 60. Geburtstag im Jahr 2004 im Mousonturm Frankfurt entwickelten Augst/Johansson zusammen verschiedene Live-Konzertprogramme:
2010 Eisler im Sitzen, Lieder von Hanns Eisler interpretiert mit Gesang und Minikeyboard (Augst) und Gesang und Marschtrommel (Johansson).
Konzerte (Auswahl): 2012 Festival Musik und Politik Berlin, 2012 Weltkulturen Museum Frankfurt, 2013 Festival Songs Unlimited Berlin, 2017 Theaterhaus Jena. Veröffentlicht auf bandcamp.
2017 In St. Wendel am Schloßplatz..., die Schraubenlieder und Texte von Sven-Åke Johansson, gesprochen und gesungen von Augst/Johansson. Konzerte (Auswahl): 2017 Berghain Ultraschall Festival Berlin, 2018 Theaterhaus Frankfurt, 2020 Wilhelm-Hack-Museum Ludwigshafen. 2017 entstand bei Deutschlandradio Kultur eine Hörspielfassung.
Darüber hinaus war Johansson bei vielen Hörspielen von Augst als Sprecher und Musiker beteiligt, so z. B. 2011 Kippenberger Hören, 2013 Stadt der 1000 Feuer oder 2014 Alle Toten 1914.
Zusammenarbeit mit Françoise Cactus und Brezel Göring
Seit 2013 wirken die französische Autorin, Musikerin und Zeichnerin Françoise Cactus und der Musiker, Produzent und Autor Brezel Göring in verschiedensten Rollen bei Hörspielen von Augst und deren Live-Umsetzungen mit.
Im Sommer 2018 verdichtete sich die Zusammenarbeit als Autorenkollektiv zu einem ersten größeren gemeinsamen multimedialen Projekt Lou Reed in Offenbach, als im südwestfranzösischen Parentis en Born die Aufnahmen für eine Schallplatte mit 12 Songs entstanden. Inhaltlich ausgehend von einem Konzert Lou Reeds im Jahr 1979 in Offenbach am Main, entstand ein Konzeptalbum als „dichtes und unterhaltsames Künstler- und Zeitporträt“, „eine Art Musik über Musik-Musical“ „eine Collage, entstanden aus Erinnerungen, Assoziationen, halbfiktionalen Augenzeugenberichten und eigens geschriebenen und performten Songs“ über Lou Reeds Persönlichkeit und Leben. Eine für März 2020 angesetzte Uraufführungsreihe im Mousonturm Frankfurt fiel der Corona-Pandemie zum Opfer und konnte nur einmalig als Live-Stream im Internet empfangen werden.
Im Mai 2020 folgten die Hörspielsendungen beim hr2 und dem WDR. Auch das Schweizer Radio SRF2 Kultur sendete das Hörspiel im Herbst 2020.
Zusammenarbeit mit Reto Friedmann
Mit dem Autor, Radiomacher, Klangkünstler und Theologen Reto Friedmann aus Zürich entstanden seit 2016 verschiedene Koproduktionen in Auseinandersetzung mit Künstlern und Denkern, die über die Kunst hinaus an Visionen arbeiteten, wie Gesellschaft neu gedacht werden kann: 2016 Hugo Ball Brevier (Aufführungen u. a. im Cabaret Voltaire Zürich, Ernst-Bloch-Zentrum Ludwigshafen), 2018 Festspiele im Walde. Neue Texte und Töne zu den Tagebüchern von Henry David Thoreau (Aufführungen u. a. im Volkshaus Zürich, im ehemaligen Polizeigefängnis Klapperfeld Frankfurt), 2019 Die Trommel passt sich zornig an, eine Musik- und Sprachperformance zur anarchistischen Utopie Gustav Landauers (Aufführungen u. a. im Rahmen von RevolutionsWERKSTATT 100 Jahre Bairische Revolution und Räterepublik am Landauer-Denkmal München, in der Roten Fabrik Zürich, und im Gallus Theater). 2023 realisieren die beiden die Produktion Was werd’ ich Armer dann sagen mit Worten, Gesängen und Stimmen zu den sieben Todsünden nach Brecht/Weill und beschlossen, für sieben Jahre damit auf Tournee auf der Straße zu gehen.

## Ehrungen und Auszeichnungen
- Hessischer Filmpreis für den TV-Musikfilm Winterspruch von Hardt/Rippl mit der Musik von Augst/Daemgen/Korn 1999[50][51][52]
- Jugendtheaterpreis Karfunkel der Stadt Frankfurt am Main u. a. für die Hörtheater-Reihe On Air 2018[53]
- Lobende Erwähnung als Hörspiel des Monats September 2021 der Deutschen Akademie der Darstellenden Künste für das Hörspiel Selbstbeschreibung[54]

Stipendien
- 1995 Stipendium für Komposition an der Akademie Schloss Solitude, ausgewählt von Wolfgang Rihm.[55]

## Werke
Hörspiele (Auswahl)
- Wien Radioshow, Augst/Beck, ORF Kunstradio 1994[56]
- Sprech-Radio Osnabrück, Augst/Beck, European Media Art Festival 1996[57]
- Eisler Prospekt, Augst/Korn, hr 2000
- Volksliedmaschine, Augst/Korn, hr 2002
- On Kawara, one million years, Augst/Korn, hr 2002[58]
- Long live the people of the revolution, Augst/Korn, hr 2004[59]
- Shopping systems 3.0, Augst/Beck, ORF Kunstradio 2005[60]
- The Whole World Is Watching, Augst/Pettibon[61], hr 2008
- Kippenberger Hören, Augst/Carl[62], RBB/DLR 2008
- Stadt der 1000 Feuer, Augst/Birke[63], hr/swr 2013[64]
- Alle Toten 1914, Augst/Birke[65], DKultur, rbb, Volksbühne Berlin, hr 2014[66]
- In St. Wendel am Schloßplatz..., Augst/Johansson[67], DLF Kultur, 2017
- Otium, nach dem gleichnamigen Künstlerbuch von Franz West, mit Rüdiger Carl und Heimo Zobernig, ORF 2017[68]. 2018 erschienen als LP bei Koenig Books London. Hrsg. von Astrid Ihle. Text von Benedikt Ledebur. Konzept u. Gestaltung: Heimo Zobernig. Schuber mit einer Schallplatte in Hülle & 2 Booklets, Text in dt. & engl. Sprache.
- Kurt Weill jagt Fantômas, Augst/Cactus/Göring, rbb, Radio France Culture 2018[69]
- What we know is secret, Augst/Pettibon, DLF Kultur 2019[70]
- Lou Reed in Offenbach, Augst/Cactus/Göring, hr, WDR 2020[71]
- Selbstbeschreibung, Augst/Riedel, hr 2021[72]
- Das zornige Schreiben, Augst/Cahn, DLF Kultur 2023[73]
- Oh Endless Is This Misery, Live-Hörspiel zum Weltkongress gegen Imperialismus und Kolonialismus von 1929 in Frankfurt am Main. Von und mit Agnel/Augst/Bonćhaka/Daemgen/Ehinger/Horny/Kashakashvili/Pirotte/Rose/Suryodarmo/Woods[74], hr, Mousonturm 2023[75]

Tonträger (Auswahl)
- Shuffle – Music for Compact Disc CD, Freundschaft, Frog Records/EFA 1993[76]
- Brecht/Eisler CD, Arbeit, EFA 1998[77]
- Blank CD, Augst/Carl/Korn, FMP 2000[78]
- An den deutschen Mond CD, Arbeit, EFA 2001[79]
- On Kawara, one million years 32 CDs, Augst/Korn, hr2/der Hörverlag 2002[80]
- Blank Meets Pettibon[81] CD, Augst/Carl/Korn/Pettibon, Grob 2003
- Duden LP, Blank, Eventuell/A-Musik 2004[82]
- Post Blank CD, Augst/Carl/Korn, Grob 2004[83]
- Marx CD, Arbeit, Grob/DeutschlandRadio 2004[84]
- Long live the people of the revolution[85] LP, Augst/Korn, mit Rüdiger Carl, Raymond Pettibon, Otomo Yoshihide, hr2/eventuell/A-Musik 2005
- Blank plays Duden DVD, Augst/Carl/Korn, A-Musik/revolver Verlag 2006
- Jugend CD, Arbeit, textXTND/DeutschlandRadio 2007[86]
- Arbeit Fassbinder Raben CD, Arbeit, Deutschlandfunk/CCn'C/DA-Music 2010[87][88]
- Oben – Matthias Beltz remixed CD, Augst/Carl, Mille Plateaux/hr2 2011[89]
- Kippenberger hören CD, Augst/Carl/Johansson, rbb/DLR/Whatness 2011[90]
- In zehn Sekunden ist alles vorbei CD, Augst & Daemgen, Kuckuck Schallplatten 2012[91]
- Burma Shave Electrics Picture Vinyl, Augst/Pettibon, Brigade Commerz 2013[92]
- Dein Lied CD, Augst & Daemgen, Kuckuck Schallplatten 2013[93]
- Best Of CD, Augst & Daemgen, Kuckuck Schallplatten 2015[94]
- Wooden Heart Vinyl Single, Augst/Pettibon, Brigade Commerz 2015[95]
- Blank meets Pettibon (The Berlin Concert) Picture Vinyl, Augst/Carl/Korn/Pettibon, Brigade Commerz 2016[96]
- You're the Top (ski) Vinyl Single, Augst/Pettibon, Brigade Commerz 2019[97]
- Winterreise CD, Augst & Daemgen, Deutschlandfunk 2020[98]
- Lou Reed in Offenbach LP, Augst/Cactus/Göring, unbreakmyheart 2020[99]
- What we know is secret LP, Augst/Pettibon, Brigade Commerz 2020[100]
- To-Day Vinyl Single, Augst/Pettibon, Squama Recordings 2023[101]
- Nature Boy Vinyl Single, Augst/Pettibon, Words and Music: Eden Ahbez, Squama Recordings 2024[102]
- 1945 before/after CD, Augst & Daemgen mit Sophie Agnel, Deutschlandfunk 2024[103]

Kompilationsbeiträge (Auswahl)
- Lustig, Beitrag von Augst/Beck, Infracom Hometaping Sampler LP vol. 1, Frankfurt 1993[104]
- ARECD 101, 102 und 103, verschiedene Beiträge, Audio Research Editions, 1998, 1999, 2000 England
- Nature Is Perverse CD-Kompilation, Beitrag von Freundschaft, Fylkingen Records und The Modern Museum Stockholm, 2000
- Locked Grooves - untitled, LP, Various artists, lock ERS 12/07, ERS Records, Staalplaat Amsterdam 2000[105]
- Lili Marleen, CD-Kompilation, neben Marlene Dietrich, Milva, Perry Como, Eric Burdon & the Animals mit einem Beitrag von Augst/Daemgen, EFA 01638-2, Classic Hits 2003. Präsentiert im Rahmen der Ausstellung Lili Marleen. Ein Schlager macht Geschichte, Begleitbuch zur Ausstellung, ISBN 3-937086-09-9, Stadtmuseum Ebersbach 2018
- Confluencias, 1st electroacoustic miniatures international contest, CD-Kompilation mit einem Beitrag von Augst/Daemgen, Huelva 2004[106]
- Der Liebe Nahrung, Musik für Theater Aachen, CD-Kompilation mit drei Beiträgen von Oliver Augst, Theater Aachen 2005
- O bittre Zeit, Lagerlieder 1933 bis 1945, 3-CD-Edition, neben Erich Fried und dem Ernst-Busch-Chor mit vier Beiträgen von Augst/Daemgen/Korn, DIZ Emslandlager Papenburg, ISBN 978-3-926277-14-5, Preis der deutschen Schallplattenkritik 2007[107]
- Nie kämpft es sich schlecht für Freiheit und Recht Arbeiterlieder-CD mit Der heimliche Aufmarsch, Augst & Daemgen, Rudolstadt-Festival 2018[108]

Musiktheater (Auswahl)
- Marx, Electronic Music Theater, Wien Modern/Ars Electronica/Festival Politik im Freien Theater 2002[109]
- Komet, Electronic Music Theater, Schumannfest Düsseldorf 2006[110]
- Vier Stimmen, Electronic Music Theater/Birke, Steirischer Herbst Graz 2006[111]
- The Whole World Is Watching, Augst/Pettibon, hr2/MaerzMusik/Sophiensaele Berlin 2007
- Verschwinden, Electronic Music Theater, FFT Düsseldorf/Sophiensaele Berlin/brut Vienna 2007[112]
- Der Ernst Neger Komplex, Augst/Birke, marburgjazzorchestra*, Mousonturm Frankfurt 2016[113]
- Kurt Weill jagt Fantômas, Augst/Cactus/Göring, Goethe-Institut Paris 2017[114][115][116][117]

Liederzyklen
- Ball-Lieder nach Texten von Hugo Ball für Gesang und variable Instrumente (13 Lieder aus Hugo Ball Brevier 2016[118])
- Thoreau-Lieder nach Texten von Henry David Thoreau für Gesang und variable Instrumente (Fünf Lieder aus Festspiele im Walde, Neue Texte und Töne zu Henry David Thoreaus Tagebüchern 2017[119])
- Les fleurs du mal 12 Lieder nach Texten von Charles Baudelaire für Gesang, Kontrabass und Piano 2023[120]

Kompositionen für Theater (Auswahl)
- Klang der Erde, Bremer Tanztheater, Theater am Goetheplatz Bremen 1987
- Blume Blau, Theater für Kinder von Michaela Ehinger, mit Marcel Daemgen, Alte Oper Frankfurt 1996
- Marie.Woyzeck, Szenen von Georg Büchner, Ali M. Abdullah[121] (Regie), mit Nicole Adele Spiekermann, Charly Hübner, Oliver Krietsch-Matzura, G-Werk Ost Frankfurt 1998
- Rosa Melonen Schnitt Freude von Gertrude Stein, Birgitta Linde (Regie), mit Blixa Bargeld, Mousonturm Frankfurt 2000
- Fleisch wucherte rum von Rolf Dieter Brinkmann, Elettra de Salvo (Regie), mit Blixa Bargeld, Volksbühne Berlin 2001[122]
- Autofahren in Deutschland von Ulrike Syha, Ali M. Abdullah (Regie), Theater Aachen 2003
- Zeit der Schildkröten von Kerstin Specht, Reinhard Hinzpeter (Regie), mit Marcel Daemgen, Ruhrfestspiele Recklinghausen 2005
- Der Kick von Andres Veiel/Gesine Schmidt, Heike Scharpff (Regie), mit Marcel Daemgen, Schauspiel Leipzig 2007
- Alle Freunde fliegen hoch von F.K. Waechter, Ania Michaelis (Regie), mit Marcel Daemgen, Nationaltheater Mannheim 2009
- Kabale und Liebe von Friedrich Schiller, Steffen Popp (Regie), mit Marcel Daemgen, Rheinisches Landestheater Neuss 2014
- Aufmarsch Trier, Steffen Popp (Regie), mit Marcel Daemgen, Theater Trier 2014
- Die Verwandlung nach Franz Kafka, Rob Vriens (Regie), mit Marcel Daemgen, Theaterhaus Frankfurt 2020

Filmmusik (Auswahl)
- Winterspruch, Film-Compilation, Oliver Hardt, Peter Rippl, Stefan Beck, Uwe Buhrdorf, Gunter Deller, Kirsten Glauner & Erik Sick, Michel Klöfkorn, Jan Schomburg, Eva von Platen (Regie), Oliver Augst und Marcel Daemgen (Musik), mit Blixa Bargeld, Hessischer Filmpreis 2000
- Örtliche Betäubung, Experimentalfilm, Gunter Deller (Regie),[123] Oliver Augst und Marcel Daemgen (Musik) 2006
- 10 PM Lincoln Boulevard, Spielfilm 86 Minuten, Jürgen Heiter (Regie), Oliver Augst (Musik und Darsteller), mit Raymond Pettibon und Udo Kier, Heiter Filmproduktion,[124] WDR-3sat 2012[34]
- Europa - Ein Kontinent als Beute, Dokumentarfilm 78 Minuten, Christoph Schuch und Reiner Krausz (Regie), Oliver Augst und Marcel Daemgen (Musik), Avanti Film, Edition Salzgeber, als DVD erschienen 2016
- Die Entscheidung, eine Western-Oper, Wolfgang Sautermeister (Regie), Oliver Augst (Musik und Darsteller), Produktion zeitraumexit 2021[125]

## Mitwirkungen (Auswahl)
- Vorfall am Fluß, Spielfilm Titelsong ARD/HR 1987: Sänger[126]
- In-Vogue, Studioprojekt von Frank Peterson und Michael Cretu Hamburg/München/Ibiza 1987-1989: Sänger
- Von der Melodie der Dinge, Hörspiel nach Rainer Maria Rilke HR 1990: Sprecher, Sänger[127]
- Züge der Entgleisung, HörTableau/CD SWR/Staatstheater Stuttgart 1994: Sprecher, Sänger[128]
- Volkslied, Hörspiel von Christoph Korn hr/dlf 2003: Sprecher[129]
- Das Fenster zum Paradies, Klangtheater von Thomas Pernes Brucknerhaus Linz 2004: Sänger[130]
- HOFFMANNIANA, Oper Bregenzer Festspiele 2004: Sänger[131]
- LISBOA.RELOADED, Hörspiel/DVD von Michael Rüsenberg WDR 2005: Sprecher[132]
- Der Photograph, Film WDR/3sat/ZKM 2006: Darsteller[133]
- Gunny Fames, Musiktheater von Thomas Desi Donaufestival Krems 2009: Darsteller, Sänger[134]
- 10 PM Lincoln Boulevard, Film WDR/3sat 2012: Darsteller[34]
- WE WA WO, Sprachkomposition von Sven-Åke Johansson 2016: Sprecher[135]
- Der Krieg mit den Molchen, Musiktheater von Les Trucs Mousonturm 2019: Sprecher[136]
- Die Entscheidung, Western-Oper von Wolfgang Sautermeister 2021: Sänger und Darsteller[137]
- Ein Kilo Blau (Die Musik), Film von Jürgen Heiter 2022: Darsteller[138]
- Hörspiel, Hörspiel von Annette Schmucki und Reto Friedmann 2023: Sprecher[139]
- Die Hymne der bunten Stoffe, Chor-Komposition von Les Trucs (Simon/Piel) 2023: Sänger[140]
- Tape Tales, Feature SWR 2023: Sprecher[141]